# Абсалямова, Амина Габдулахатовна
Амина Габдулахатовна Волкова (Абсалямова) (баш. Әминә Ғәбделәхәт ҡыҙы Әпсәләмова; род. 17 августа 1958, д.Старо-Тураево, Ермекеевский район, Башкирская АССР, РСФСР, СССР) — российский учёный в области теории и методики дошкольного образования и профессионального педагогического образования. Доктор педагогических наук, доцент ВАК по кафедре дошкольной педагогики.

## Биография
Родилась в Башкирии в деревне Старо-Тураево Ермекеевского района, окончила дошкольное отделение Уфимского педагогического училища № 1 г. Уфы, а затем музыкально-педагогический факультет Адыгейского государственного университета. Специализировалась в области экспериментальной дошкольной педагогики и профессионального педагогического образования. До 1985 года работала в детских садах г. Уфы воспитателем и музыкальным руководителем, с 1985 по 2011 годы работа на кафедре дошкольной педагогики Башкирского государственного педагогического университета ассистентом, преподавателем, доцентом, профессором, где с 2005 по 2011 годы — руководила кафедрой дошкольной педагогики БГПУ имени М. Акмуллы, с 2011 по 2017 год главный научный сотрудник Академии ВЭГУ.
В 1994 году в МГГУ им. М. А. Шолохова на кафедре педагогики защитила кандидатскую диссертацию на соискание ученой степени кандидата педагогических наук по теме «Формирование нравственной культуры студентов педвузов средствами башкирского народного творчества» (специальность 13.00.01 — Теория и история педагогики. В 2007 году защитила докторскую диссертацию по теме «Развитие межнациональных отношений студенческой молодежи в системе высшего педагогического образования» (специальность 13.00.01 — общая педагогика, история педагогики и образования).

## Преподавательская деятельность
1985—2011 гг. Начало преподавательской деятельности в БГПУ имени М. Акмуллы в должности от ассистента до заведующего кафедрой дошкольной педагогики.
1994, 1995, 1996, 1997 гг. — участие в международных конгрессах и конференциях (Австралия, Япония, Таиланд, Финляндия) по проблемам воспитания детей дошкольного возраста.
2011—2017 гг. работа в должности главного научного сотрудника в Академии ВЭГУ.

## Членство в профессиональных сообществах
- 2009—2018 гг. Член редакционной коллегии федерального журнала «Дошкольный мир».
- 2011—2019 гг. Член редакционной коллегии рецензируемого журнала «Вестник ВЭГУ» (г. Уфа)[3]
- 2011—2014 гг. — Член редакционной коллегии рецензируемого журнала «Вестник ЧГПУ» (г. Челябинск)[4]
- 2014 г. — Федеральный эксперт качества профессионального образования.
- 2015 г. — Член Гильдии экспертов в сфере профессионального образования.

## Признание научной деятельности
- 2008 г. — присвоено звание «Отличник образования Республики Башкортостан» (Министерство образования РБ).
- 2013 г. — вручена Почетная грамота Администрации городского округа город Уфа Республики Башкортостан.
- 2017 г. — присвоено звание «Заслуженный деятель науки и образования» (РАЕ, г. Москва).
- 18 июля 2017 года присвоено звание «Почетный работник сферы образования РФ» (Минобразования и науки РФ).
- 7 декабря 2017 года вручена Почетная грамота Минобразования и науки РФ за значительные заслуги в сфере образования и многолетний добросовестный труд (Минобразования и науки РФ).
- В 2017 году вручен диплом победителя Международного конкурса № ЛК003053 от 02.10.2017 в номинации «Педагогика: теория и методика обучения и воспитания» «Лучшая научная книга в гуманитарной сфере — 2017» за монографию «Развитие межнациональных отношений студенческой молодежи»

Опубликовано — 133 работы, из них 6 монографий, 22 учебно-методические работы, 24 научных статей в рецензируемых журналах ВАК.